# Association internationale de politique publique
L' Association Internationale de Politique Publique (IPPA) est une organisation internationale à but non lucratif régie par la Loi française du 1er juillet 1901, dont le siège est situé au sein de l'ENTPE. L'IPPA a pour but la promotion et le développement de la recherche académique en Politique Publique. L'IPPA organise notamment des conférences internationales sur les politiques publiques afin de permettre l'échange et la diffusion de connaissances scientifiques et d'expériences dans ce domaine à travers la mise en relation de chercheurs de différentes disciplines et appartenant à des universités du monde entier.

## Histoire
L’Association Internationale de Politiques Publiques a été créée à Paris, le 20 décembre 2014 à la suite du succès rencontré par l’organisation de la première Conférence internationale sur les politiques publiques (ICPP) qui s’est tenue à Grenoble en France en 2013 et qui a rassemblé près de 1000 chercheurs de plus de 70 pays,. Sa constitution a été votée le 20 décembre 2014 et modifiée le 16 novembre 2016, ainsi que le 13 mars 2019. Parmi ses fondateurs, nous retrouvons des chercheurs reconnus internationalement tels que Grace Skogstad,, Guy Peters, Philippe Zittoun, Diane Stone, Giliberto Capano, Michael Howlett, Ramesh, Laura Chaquès, Chris Weible, Marleen Brans. L’association a été fondée d’abord dans le but d’organiser des évènements scientifiques internationaux et de favoriser ainsi l’échange entre chercheurs. Depuis sa création, l'Association a organisé quatre conférences internationales sur les politiques publiques en Europe, Amérique et Asie rassemblant plus de 1500 participants issus du monde entier et a diversifié ses activités en proposant des écoles thématiques à destination des doctorants, jeunes chercheurs mais aussi des professionnels, une revue académique en libre accès, une série d’ouvrages, des prix, des ateliers, etc.

## Structure organisationnelle
L'Association internationale de politique publique est dirigée par un Conseil d’Administration, un Bureau et une Assemblée Générale,.

### Le Conseil d’Administration de l'IPPA
Il est composé de 24 membres individuels élus par les adhérents pour un mandat de quatre ans, renouvelable par moitié et de 26 membres représentants les membres institutionnels pour un mandat de deux ans. Le CA est composé de membres qui proviennent d'horizons divers, en termes de nationalité, mais également en termes d'approches disciplinaires ou méthodologiques.

### Le Bureau
Il est composé de membres du Conseil d’Administration élu pour un mandat de quatre ans. La moitié de ses membres est renouvelée tous les deux ans. Le Président sortant est également membre de droit du Comité exécutif pour un mandat de deux ans.
Le Bureau peut nommer d'autres membres afin qu'ils occupent des missions spécifiques au profit de l'Association à commencer par un Secrétaire Général et au moins un Vice-Président,,,,,.

### L'Assemblée générale
Elle réunit tous les membres de l'Association et a lieu tous les 2 ans lors de la Conférence Internationale sur les politiques publiques (ICPP).

## Membres
Les adhérents de l'Association Internationale de Politique Publique peuvent être soit des individus, soit des institutions, en général des universités. L’adhésion individuelle et institutionnelle se fait en payant le montant de l’adhésion fixé par le bureau de l’Association. L’association compte en 2020 environ 1500 adhérents individuels et 40 membres institutionnels, des universités issus de nombreux pays. L'Association Internationale de Politique Publique a également plusieurs partenaires, le plus souvent des associations telles que l’Association Internationale de Science Politique, l’Association Américaine de Science Politique, l’Association Australienne de Science Politique, avec qui elle signe des accords validés par le Bureau,,,.

## Conférences internationales sur les politiques publiques
L'IPPA a organisé quatre conférences internationales sur les politiques publiques dans différentes villes ainsi qu’un atelier international sur les politiques publiques :
1. La 1re Conférence internationale sur les politiques publiques[25] a eu lieu du 26 au 28 juin 2013à Sciences Po Grenoble, France. Cette première édition a réuni 950 participants venant de nombreux pays autour de 150 sessions et de 3 sessions plénières, deux tables ronde et une conférence de Giandomenico Majone.
2. La 2e Conférence internationale sur les politiques publiques a eu lieu du 1er au 4 juillet 2015 à l' Université catholique de Milan,Italie: Cette deuxième édition a réuni 1300 participants de 63 pays différents, autour de 260 sessions de 2 heures, et 1200 contributions sur les politiques publiques et 6 séances plénières dont une conférence d’Helène Ingram[26].
3. La 3e Conférence internationale sur les politiques publiques[27] s’est tenue du 28 au 30 juin 2017à l' École de politique publique Lee Kuan Yew à Singapour: Elle comprenait une pré-conférence, 169 panels et 268 sessions au cours desquelles 1680 articles ont été présentés ainsi que 3 sessions plénières dont une conférence donnée par Christopher Hood (Université d’Oxford)[28].
4. La 4e Conférence internationale de politique publique s’est déroulée du 26 au 28 juin 2019 à l' Université Concordia à Montréal, Canada: Elle a rassemblé 1500 participants de 84 pays différents pour discuter au cours de 171 panels, 310 sessions et de trois sessions plénières dont une conférence de Frank Baumgartner[29],[30],[31].

L'IPPA a organisé une manifestation scientifique regroupant 20 ateliers internationaux sur les politiques publiques du 26 au 28 juin 2018, à l' Université de Pittsburgh: Ces ateliers regroupant chacun une quinzaine de chercheurs se sont déroulés en parallèle sur des sujets tels que la fabrique des politiques, la politique, leur mise en œuvre, leur comparaison, leur gouvernance ou encore leur évaluation.

## La revue internationale des politiques publiques
L'IRPP est une revue en libre accès créée en 2019 par l’Association Internationale de Politiques Publiques. Coéditée par C. Radaelli, L. Chaqués-Bonafont, Guy Peters, J. Tosun et N. Zahariadis,,, la revue publie des articles portant sur les théories, les concepts et les travaux empiriques liés aux processus de politique publique. Ouverte à toutes les approches et à toutes les disciplines des sciences sociales, la revue publie tout à la fois des travaux théoriques, méthodologiques et empiriques, monographiques et comparatifs permettant de faire progresser les connaissances sur les politiques publiques. Publication trimestrielle, la version en ligne est publiée sur Open Edition et comprend une version imprimée.

## Autres activités et événements
Écoles thématiques internationales sur les politiques publiques
Depuis 2016, l'IPPA organise des écoles thématiques à destination des doctorants, des jeunes chercheurs et des professionnels. Chaque école dure une semaine et permet à un groupe de participants de bénéficier de cours et d’ateliers autour des principales thématiques de recherche en cours dans le champ des politiques publiques. Chaque année, l'IPPA organise en moyenne cinq écoles thématiques dans des lieux différents et selon des modalités distinctes. On trouve ainsi régulièrement des écoles à Brasilia, dans les Alpes,,à Yaoundé, à Padoue ou encore à Denver,.
Prix international de politique publique
L'IPPA décerne trois prix internationaux destinés à des chercheurs en Politique Publique :
Prix du jeune chercheur : Décerné tous les deux ans à un jeune chercheur qui, das un délai de 7 ans après sa soutenance de thèse, a été l'auteurs d'un premier ouvrage individuel sur une contribution théorique, méthodologique et / ou empirique majeure au domaine des politiques publiques ou de l'administration publique.
Lauréats 2018/2019: Osmany Porto de Oliveira et Philipp Trein,.
Prix du meilleur livre : Décerné tous les deux ans à une monographie écrit individuellement ou avec un co-auteur qui apporte une contribution théorique, méthodologique et / ou empirique originale et significative au domaine des politiques publiques et / ou de l'administration publique.
Lauréats 2017 : Frank R. Baumgartner et Bryan D. Jones pour le livre “The politics of Information: Problem Definition and the Course of Public Policy in America".
Lauréats 2019 : Eva Thomann pour le livre «Mise en œuvre personnalisée de la politique de sécurité alimentaire de l'Union européenne - Unis dans la diversité»,.
Prix d'excellence académique : Décerné tous les deux ans, reconnaissant la contribution des chercheurs au développement du domaine des politiques publiques et / ou de l' administration publique. Les lauréats sont des universitaires qui ont contribué de façon significative par des publications théoriques et empiriques et ont fait progresser les domaines des politiques publiques et / ou de l'administration publique.
Lauréat 2016/2017 : Adrienne Héritier,,.
Lauréat 2018/2019 : Richard Rose,.